# Отворено првенство Хрватске у тенису
Отворено првенство Хрватске (познато и по спонзорском имену Plava Laguna Croatia Open Umag) је тениски турнир за мушкарце који се сваке године одржава у хрватском граду Умагу. Од 2009. године је део серије турнира АТП 250.
Први пут је одржан 1990. под именом Yugoslavia Open, а мечеви се играју на шљаци тениског комплекса Stella Maris. Централни стадион, који од 2016. носи име Горана Иванишевића, има капацитет од 3500 места.
Карлос Моја је освојио рекордних пет титула у појединачној конкуренцији.
Пошто се одржава у јулу, у току туристичке сезоне, гледаоцима се нуде и богати музички програм, специјалитети истарске кухиње и вина. Турнир је 2017. преношен у више од 100 земаља света и имао око 100.000 посетилаца.
Организација АТП доделила је турниру награду за изврсност (European Tournament Awards of Excellence) чак пет пута, а последње у низу је признање у категорији за најбољи доживљај међу навијачима (Best Fan Experience) за 2011. годину.

## Досадашњи називи турнира
- (1990–1991)
- (1992–2005)
- (2006–2011)
- (2012–2014)
- (2015–2016)
- (2017–)

Извор:

## Поени и новчана награда (2021)
| Пласман                  | Новчана награда (€) | АТП поени   | Новчана награда (€) | АТП поени |
| Пласман                  | Појединачно         | Појединачно | Парови              | Парови    |
| Победа                   | 41.145              | 250         | 15.360              | 250       |
| Финале                   | 29.500              | 150         | 11.000              | 150       |
| Полуфинале               | 21.000              | 90          | 7.250               | 90        |
| Четвртфинале             | 14.000              | 45          | 4.710               | 45        |
| Друго коло               | 9.000               | 20          | –                   | –         |
| Прво коло                | 5.415               | 0           | 2.760               | 0         |
| Квалификант              | –                   | 12          | –                   | –         |
| Друго коло квалификација | 2.645               | 6           | –                   | –         |
| Прво коло квалификација  | 1.375               | 0           | –                   | –         |

Извор:

## Протекла финала

### Појединачно
| Година | Победник                              | Финалиста                             | Резултат                              |
| ------ | ------------------------------------- | ------------------------------------- | ------------------------------------- |
| 1990.  | Горан Прпић                           | Горан Иванишевић                      | 6:3, 4:6, 6:4                         |
| 1991.  | Дмитриј Пољаков                       | Хавијер Санчез                        | 6:4, 6:4                              |
| 1992.  | Томас Мустер                          | Франко Давин                          | 6:1, 4:6, 6:4                         |
| 1993.  | Томас Мустер (2)                      | Алберто Берасатеги                    | 7:5, 3:6, 6:3                         |
| 1994.  | Алберто Берасатеги                    | Карол Кучера                          | 6:2, 6:4                              |
| 1995.  | Томас Мустер (3)                      | Карлос Коста                          | 3:6, 7:6(7:5), 6:4                    |
| 1996.  | Карлос Моја                           | Феликс Мантиља                        | 6:0, 7:6(7:4)                         |
| 1997.  | Феликс Мантиља                        | Серђи Бругера                         | 6:3, 7:5                              |
| 1998.  | Бохдан Улихрах                        | Магнус Норман                         | 6:3, 7:6(7:0)                         |
| 1999.  | Магнус Норман                         | Џеф Таранго                           | 6:2, 6:4                              |
| 2000.  | Марсело Риос                          | Маријано Пуерта                       | 7:6(7:1), 4:6, 6:3                    |
| 2001.  | Карлос Моја (2)                       | Жером Голмар                          | 6:4, 3:6, 7:6(7:2)                    |
| 2002.  | Карлос Моја (3)                       | Давид Ферер                           | 6:2, 6:3                              |
| 2003.  | Карлос Моја (4)                       | Филипо Воландри                       | 6:4, 3:6, 7:5                         |
| 2004.  | Гиљермо Кањас                         | Филипо Воландри                       | 7:5, 6:3                              |
| 2005.  | Гиљермо Корија                        | Карлос Моја                           | 6:2, 4:6, 6:2                         |
| 2006.  | Станислас Вавринка                    | Новак Ђоковић                         | 6:6(1:3) (предаја)                    |
| 2007.  | Карлос Моја (5)                       | Андреј Павел                          | 6:4, 6:2                              |
| 2008.  | Фернандо Вердаско                     | Игор Андрејев                         | 3:6, 6:4, 7:6(7:4)                    |
| 2009.  | Николај Давиденко                     | Хуан Карлос Фереро                    | 6:3, 6:0                              |
| 2010.  | Хуан Карлос Фереро                    | Потито Стараче                        | 6:4, 6:4                              |
| 2011.  | Александар Долгополов                 | Марин Чилић                           | 6:4, 3:6, 6:3                         |
| 2012.  | Марин Чилић                           | Марсел Гранољерс                      | 6:4, 6:2                              |
| 2013.  | Томи Робредо                          | Фабио Фоњини                          | 6:0, 6:3                              |
| 2014.  | Пабло Куевас                          | Томи Робредо                          | 6:3, 6:4                              |
| 2015.  | Доминик Тим                           | Жоао Соза                             | 6:4, 6:1                              |
| 2016.  | Фабио Фоњини                          | Андреј Мартин                         | 6:4, 6:1                              |
| 2017.  | Андреј Рубљов                         | Паоло Лоренци                         | 6:4, 6:2                              |
| 2018.  | Марко Чекинато                        | Гидо Пеља                             | 6:2, 7:6(7:4)                         |
| 2019.  | Душан Лајовић                         | Атила Балаж                           | 7:5, 7:5                              |
| 2020.  | није играно — пандемија вируса корона | није играно — пандемија вируса корона | није играно — пандемија вируса корона |
| 2021.  | Карлос Алкараз                        | Ришар Гаске                           | 6:2, 6:2                              |
| 2022.  | Јаник Синер                           | Карлос Алкараз                        | 6:7(5:7), 6:1, 6:1                    |

### Парови
| Година | Победници                               | Финалисти                              | Резултат                              |
| ------ | --------------------------------------- | -------------------------------------- | ------------------------------------- |
| 1990.  | Војтех Флегл Данијел Вацек              | Андреј Черкасов Андреј Ољховски        | 6:4, 6:4                              |
| 1991.  | Гилад Блом Хавијер Санчез               | Ричи Ренеберг Дејвид Витон             | 7:6, 2:6, 6:1                         |
| 1992.  | Давид Принозил Рихард Фогел             | Сандер Грун Ларс Кословски             | 6:3, 6:7, 7:6                         |
| 1993.  | Филип Девулф Том Ванхут                 | Ђорди Аресе Франсиско Роих             | 6:4, 7:5                              |
| 1994.  | Дијего Перез Франсиско Роих             | Карол Кучера Пол Векеса                | 6:2, 6:4                              |
| 1995.  | Луис Лобо Хавијер Санчез (2)            | Давид Екерот Ласло Марковиц            | 6:4, 6:0                              |
| 1996.  | Пабло Албано Луис Лобо (2)              | Гиртс Дзелде Удо Пламбергер            | 6:4, 6:1                              |
| 1997.  | Дину Пескарију Давиде Сангвинети        | Доминик Хрбати Карол Кучера            | 7:6, 6:4                              |
| 1998.  | Нил Броуд Пит Норвал                    | Јиржи Новак Давид Рикл                 | 6:1, 3:6, 6:3                         |
| 1999.  | Маријано Пуерта Хавијер Санчез (3)      | Масимо Бертолини Кристијан Бранди      | 3:6, 6:2, 6:3                         |
| 2000.  | Алекс Лопез Морон Алберт Портас         | Иван Љубичић Ловро Зовко               | 6:1, 7:6(7:2)                         |
| 2001.  | Серхио Ројтман Андрес Шнајтер           | Иван Љубичић Ловро Зовко               | 6:2, 7:5                              |
| 2002.  | Франтишек Чермак Јулијан Ноул           | Алберт Портас Фернандо Висенте         | 6:4, 6:4                              |
| 2003.  | Алекс Лопез Морон (2) Рафаел Надал      | Тод Пери Томас Шимада                  | 6:1, 6:3                              |
| 2004.  | Хосе Акасусо Флавио Сарета              | Јарослав Левински Давид Шкох           | 4:6, 6:2, 6:4                         |
| 2005.  | Јиржи Новак Петр Пала                   | Михал Мертињак Давид Шкох              | 6:3, 6:3                              |
| 2006.  | Јарослав Левински Давид Шкох            | Гиљермо Гарсија-Лопез Алберт Портас    | 6:4, 6:4                              |
| 2007.  | Лукаш Длоухи Михал Мертињак             | Јарослав Левински Давид Шкох           | 6:1, 6:1                              |
| 2008.  | Михал Мертињак (2) Петр Пала (2)        | Карлос Берлок Фабио Фоњини             | 2:6, 6:3, [10:5]                      |
| 2009.  | Франтишек Чермак (2) Михал Мертињак (3) | Јохан Брунстрем Жан-Жилијен Ројер      | 6:4, 6:4                              |
| 2010.  | Леош Фридл Филип Полашек                | Франтишек Чермак Михал Мертињак        | 6:3, 7:6(9:7)                         |
| 2011.  | Симоне Болели Фабио Фоњини              | Марин Чилић Ловро Зовко                | 6:3, 5:7, [10:7]                      |
| 2012.  | Давид Мареро Фернандо Вердаско          | Марсел Гранољерс Марк Лопез            | 6:3, 7:6(7:4)                         |
| 2013.  | Мартин Клижан Давид Мареро (2)          | Николас Монро Симон Штадлер            | 6:1, 5:7, [10:7]                      |
| 2014.  | Франтишек Чермак (3) Лукаш Росол        | Душан Лајовић Франко Шкугор            | 6:4, 7:6(7:5)                         |
| 2015.  | Максимо Гонзалез Андре Са               | Маријуш Фирстенберг Сантијаго Гонзалез | 4:6, 6:3, [10:5]                      |
| 2016.  | Мартин Клижан (2) Давид Мареро (3)      | Никола Мектић Антонио Шанчић           | 6:4, 6:2                              |
| 2017.  | Гиљермо Дуран Андрес Молтени            | Марин Драгања Томислав Драгања         | 6:3, 6:7(4:7), [10:6]                 |
| 2018.  | Робин Хасе Матве Миделкоп               | Роман Јебави Јиржи Весели              | 6:4, 6:4                              |
| 2019.  | Робин Хасе (2) Филип Освалд             | Оливер Марах Јирген Мелцер             | 7:5, 6:7(2:7), [14:12]                |
| 2020.  | није играно — пандемија вируса корона   | није играно — пандемија вируса корона  | није играно — пандемија вируса корона |
| 2021.  | Фернандо Ромболи Давид Вега Ернандез    | Томислав Бркић Никола Ћаћић            | 6:3, 7:5                              |
| 2022.  | Симоне Болели Фабио Фоњини              | Лојд Гласпул Хари Хелиовара            | 5:7, 7:6(8:6), [10:7]                 |